# لیندنهولتسهاوزن
لیندنهولتسهاوزن (به آلمانی: Lindenholzhausen) یک منطقهٔ مسکونی در آلمان است که در لیمبورگ آن در لان واقع شده‌است. لیندنهولتسهاوزن ۳٬۳۷۷ نفر جمعیت دارد.